# José de Freitas Teixeira Spínola de Castelbranco
José de Freitas Teixeira Spínola de Castelbranco ComA foi um militar, professor universitário e académico português.

## Família
De distintíssima família da Ilha da Madeira, era filho de Maurício José de Castelbranco Manoel e de sua mulher e parente Maria Dionísia de Freitas de Abreu de Castelbranco ou de Freitas de Mendonça, irmão de Joaquim Pedro de Castelbranco e tio de Pedro de Castelbranco Manoel, 2.º Barão de São Pedro jure uxoris, e de Eduardo Ernesto de Castelbranco.

## Biografia
Bacharel formado em Matemática pela Escola do Exército, Lente e Diretor da Escola Politécnica de Lisboa e Sócio da Academia Real das Ciências de Lisboa, Marechal, Conselheiro de Sua Majestade Fidelíssima, etc, Comendador da Ordem Militar de Avis, etc.

## Casamento e descendência
Casou com Emília Leonor de Miranda Homem de Macedo, de quem teve o Engenheiro Civil Eduardo Ernesto de Castelbranco, casado com Sofia Adelaide da Cunha Guerra Baerlein (Lisboa, Encarnação, 10 de Abril de 1895 - Cascais, Cascais, 25 de Maio de 1979), filha do Engenheiro Judeu Asquenaze Bávaro Fernando Baerlein e de sua mulher (Lisboa, São Mamede, 28 de Maio de 1894) Elisa da Cunha Guerra (Lisboa, Mercês, 30 de Maio de 1872 - ?), com geração.